# Signe Byrge Sørensen
Signe Byrge Sørensen (geboren am 6. März 1970 in Maribo) ist eine dänische Regisseurin und Produzentin von Dokumentarfilmen, die zumeist von Entwicklungsländern handeln.

## Leben
Sørensen machte ihr Abitur am Maribo Gymnasium, wo sie gemeinsam mit Mitschülern ihre ersten Dokumentarfilme herstellte. Nach dem Abitur ging sie mit dem Roten Kreuz nach Simbabwe, um dort Bäume zu pflanzen, anschließend trampte sie durch das südliche Afrika, vor allem Simbabwe und Botswana. Nach Dänemark zurückgekehrt hielt sie Vorträge über ihre Reisen. Sie besuchte einen Videokurs an der Volkshochschule von Kolding. Dort fertigte sie in einer Gemeinschaftsarbeit einen Dokumentarfilm über zwei Fischer an, die gegen den Bau einer Brücke kämpfen. An der Universität Roskilde studierte sie Internationale Udviklingsstudier og Kommunikation, wo sie 1998 nach einem Erasmusjahr in Manchester und einem Praktikum in Indien ihren Abschluss machte. Ihre Abschlussarbeit schrieb sie über die Demokratisierung der Medien in Südafrika nach dem Ende der Apartheid. Während des Studiums arbeitete sie für ZEBRA Network, das ein internationales Netzwerk für Filme und Medien über Entwicklungsländer war, und ihr den Aufenthalt in Lok Jumbish, Rajasthan, Indien vermittelt hat. Dort organisierte sie mit zwei lokalen Filmemachern Video-Workshops.
Die dänische Abteilung von ZEBRA Network stand unter der Leitung von SPOR Media, einer von Helle Toft Jensen und Torben Vosbein geführten Produktionsfirma. Dort arbeitete Sørensen nach dem Studium in verschiedenen Arbeitsbereichen. Ihre erste Produktion kam zustande, da der eigentliche Produzent seine Arbeit wechselte und sie an seiner Stelle in Simbabwe den Dokumentarfilm On-line med forfædrene produzierte. Danach drehte sie weitere Dokumentarfilme, z. B. über Bullying, und bildete sich an der Filmschule Den Danske Filmskole in Kopenhagen weiter.
2004 wechselte sie zu Final Cut Productions ApS, wo sie ebenfalls Dokumentationen produzierte. 2008 wurde die Firma jedoch geschlossen, während Sørensen gerade in Gang mit The Act of Killing war. Um verschiedene begonnene Projekte fertigzustellen, gründete sie 2009 zusammen mit Anne Köhncke Final Cut for Real. 2012 wurde The  Act of Killing veröffentlicht und gewann mehrere Preise. 2014 wurde sie gemeinsam mit Joshua Oppenheimer für den Oscar in der Kategorie Bester Dokumentarfilm nominiert.
Bei der Oscarverleihung 2016 war sie erneut gemeinsam mit Oppenheimer für ihre Arbeit an dem Film The Look of Silence für einen Oscar in der Kategorie Bester Dokumentarfilm nominiert. Bei der Oscarverleihung 2022 folgten zwei weitere Oscar-Nominierungen, gemeinsam mit Monica Hellström, Charlotte de La Gournerie und Jonas Poher Rasmussen für Flee.

## Filmografie (Auswahl)
- 2001: On-line med forfædrene
- 2003: Johanna! Yohanna!
- 2005: Der Traum vom Hotel (Drømmenes hotel)
- 2006: I sproget er jeg
- 2006: Mit Danmark
- 2007: Kunsten at være Mlabri
- 2008: Die ewigen Augenblicke der Maria Larsson (Maria Larssons eviga ögonblick)
- 2012: The Act of Killing
- 2013: Sidste Drømme
- 2014: Cathedrals of Culture
- 2014: The Look of Silence
- 2021: Flee
- 2024: The End